# Cratere Padirac
Padirac è un cratere sulla superficie di 243 Ida.